# Гафлай
Гафлай (нем. Gaflei) — деревня в Лихтенштейне, расположенная в муниципалитете Тризенберг.Возле села пролегает альпийский маршрут Фюстенштайг(досл. «Княжья тропа»).

## История

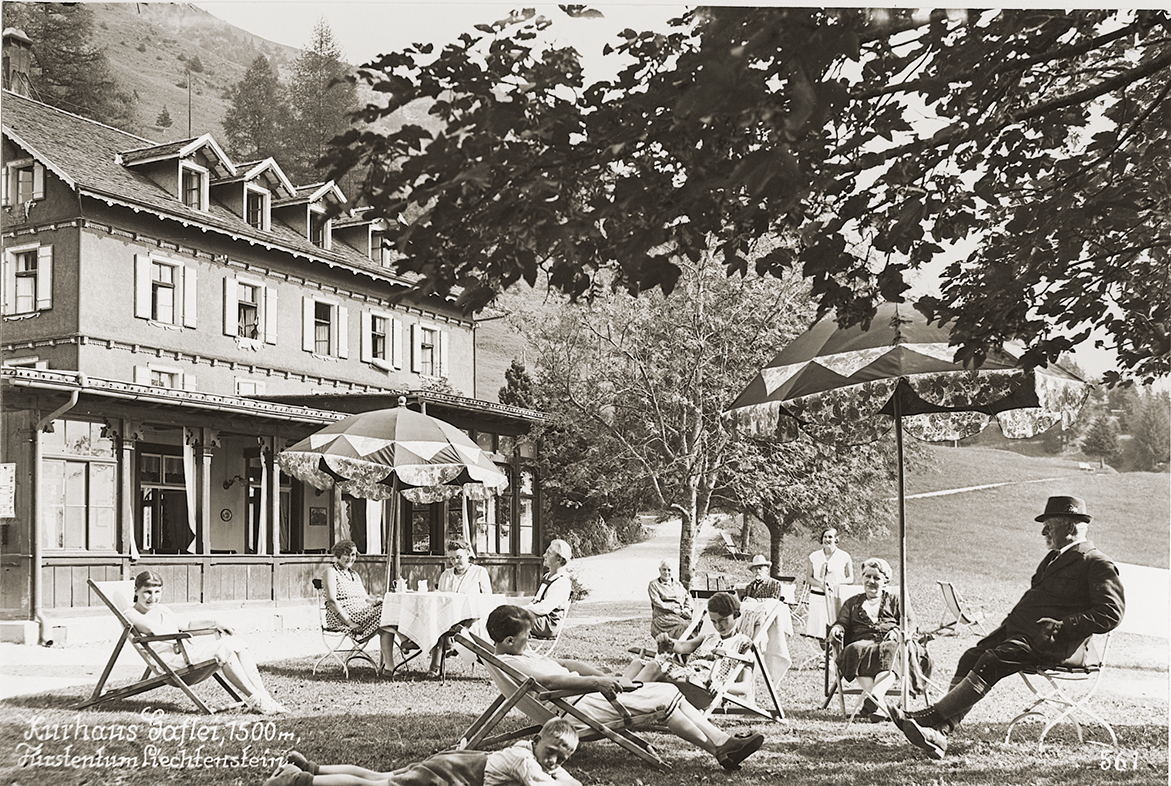
Бывший санаторий 1930 года

Карл Шедлер приобрёл земельный участок на территории нынешнего Гафлая в конце XIX века и вложил значительные средства в развитие спа-курорта. Гафлай стал первым курортом в Лихтенштейне и до сегодняшнего дня пользуется популярностью как место для отдыха и экскурсий. С 1930 по 1955 год курортом управлял Рудольф Шедлер, который был замешан в преследовании и попытке похищения Альфреда Роттера, еврейского театрального предпринимателя из Берлина, получившего гражданство Лихтенштейна, чтобы избежать преследования нацистами.
В 1976 году Гафлай был выбран как остановка Тура Швейцарии, это стало одной из самых сложных испытаний в истории тура.
В 2006 году были снесены альпийские здание с хлевом и сыроварней, расположенное на высоте 1483 м над уровнем моря.